# Carole Bouquet
Carole Bouquet (Neuilly-sur-Seine, Francuska, 18 kolovoza 1957.) je francuska glumica, koja je od 1977. nastupila u više od 40 filmova.
Izvan Francuske, najpoznatija je kao Bond girl u filmu 
Samo za tvoje oči iz serijala o Jamesu Bondu, ali glumila je tijekom 1980-ih također u i nizu europskih filmova srednje struje, dok danas uglavnom nastupa u francuskim filmovima. Najviše se ističu njene uloge u nadrealističkom klasiku Luisa Buñuela Cet obscur objet du désir (1977.), i u međunarodno uspješnoj drami-komediji Trop belle pour toi (1989.), za koju je osvojila nagradu César za najbolju glumicu. Također je nominirana i za Césara za najbolju sporednu glumicu u drami Rive droite, rive gauche (1984.). 1990-ih, bila je lice s reklama za Chanel.
Bila je braku s producentom Jeanom-Pierreom Rassamom, s kojim je imala sina Dimitrija Rassama. Od 1997. do 2005., bila je u vezi s glumcem Gérardom Depardieuom, s kojim je više puta zajedno glumila. 
1999., bila je također i članica žirija na 4. Međunarodnom filmskom festivalu u Šangaju.

## Izabrana filmografija
- Cet obscur objet du désir (1977.)
- Buffet froid (1979.)
- Samo za tvoje oči (1981.)
- Tag der Idioten (1981.)
- Bingo Bongo (1982.)
- Trop belle pour toi (1989.)
- A Business Affair (1994.)
- Grosse Fatigue (1994.)
- Wasabi (2001.)
- Feux rouges (2004.)
- Nordeste (2005.)

## Vanjske poveznice
- Carole Bouquet u internetskoj bazi filmova IMDb-u (engl.)
- allocine.fr   Arhivirana inačica izvorne stranice od 3. travnja 2012. (Wayback Machine)